# Червен оркестър
Вижте пояснителната страница за други значения на Червената капела.
Червеният оркестър (на немски: Die Rote Kapelle) е предполагаема съветска шпионска мрежа по време на Втората световна война, разследвана от германската тайна полиция Гестапо.
Според Гестапо, в няколко страни под германски контрол действа централизирана мрежа за шпионаж и през 1942 година е създадено специално звено, което трябва да я разследва, и през следващите години са унищожени няколко шпионски групи. Според съвременни изследвания те са действали без пряка връзка помежду си.